# گویش فارسی بجنوردی
گویش فارسی بجنوردی گویشی فارسی است که مردم فارسی‌زبانِ، شهرستان بجنورد،شهرستان سملقان ،شهرستان شیروان ،به آن سخن می‌گویند. ریشه این گویش فارسی خراسانی است اما با این همه در آهنگ گفتار و وام‌واژه های این گویش زبان‌‌های کردی کرمانجی و ترکی خراسانی تاثیر داشته‌اند. گویش بجنوردی به گویش قوچانی نزدیکی دارد.

## دستور زبان
این گویش یکی از گویش های معدود در کل خراسان است که از زبان کردی کرمانجی تاثیر بسیاری پذیرفته است 
از این رو می توان آن را به گویش کرمانشاهی و گویش ایلامی نسبت داد، 
در این گویش فعل ها همانند فارسی معیار استفاده می شود  ولی با این تفاوت  که  آهنگ بیان آنها  همانند آهنگ بیان زبان کرمانجی است مثلاً مصدر آمدن، به صورت خراسانی آمدن برای اشاره به جمع  و فعل استفاده می شود در اول شخص مفرد  آمدم مانند کلمه هاتم،کرمانجی بیان می شود همچنین کلمه نمیدانم، در گوش معیار نمیدونم به صورت نمدانم بر آهنگ نزانم کردی بیان می شوداز این رو فعل های آن تاثیر پذیرفته از زبان کرمانجی است تا زبان های خراسانی می باشدتعدادی واژگان  از  گویش های خراسانی و زبان های کرمانجی و ترکی در آن ماندگار شده اند مانند قچ در زبان ترکی به معنای پا و در گویش بجنوردی نیز استعمال می شود و واژه قله برای اشاره به روستا در زبان کرمانجی نیز در زبان بجنوردی کاربردی رایج دارد

## برخی از واژگان
ها=بله
نِمِره=نمی‌رود
مِدانَم=می دانم
نمشه=نمیشه
قِچ=پا
اُغُل=پسر
تیف/تیس=نشانه افسوس
دادو=داداش
حوال=رفیق
مَشَد=مشهد
بژنورد=بجنورد
بِ=علامت تعجب
لِنگ=پا
گوچانی=عشایر
گُری=کچل
گومز=مشت
شَپات/شاپات=سیلی
لو=حرف تاکید
قنجیر= چروک
دریژ=دراز
قِندٍک=کوچک
پیغمبر=پیامبر
گیجو=حواس پرت
گُنگو=نادان
قشنگ=زیبا,خوب
چِمِلی=نیشگون
نَنی=مادربزرگ

## جغرافیا
این گویش یکی  نوع از گویش های فارسی خراسانی. است که در  استان خراسان شمالی  پر گویش ور ترین لهجه استان  است.
این گویش به مرکزیت شهر بجنورد در  چهار شهرستان دیگر استان به طور عام مورد کاربرد است
دو شهر شیروان و آشخانه نیز  دو کانون بزرگ صحبت کنندگان این گویش هستند، این گویش با کم رنگ شدن صحبت زبان های کردی کرمانجی،تاتی  جایگاه خود را بدست آورده است و به علت تعاملات استانی بین شهرستان های استان با بجنورد این گویش در حال گسترش سیطره جغرافیایی خود است  نمی توان این عامل را فراموش کرد که رسانه های درون استانی به ویژه شبکه استانی اترک در فرهنگ سازی و تثبیت این گویش در سراسر استان بی تاثیر نباشند و  موجبات تاثیر فراوان بر گویش اسفراینی در شهر اسفراین و گویش قوچانی در شهر فاروج بشوند
و در بخش شوقان شهرستانجاجرم نیز این گویش رواج دارد.این گویش با زبان کرمانجی تعاملات بسیاری دارد و تاثیر زیادی بر نظام آوایی این زبان گذاشته و تاثیر پذیرفته است.
این  گویش به علت تعاملات استان خراسان شمالی با شهرستان قوچان نزدیکی بسیار زیادی به گویش قوچانی دارد 